# Route 5 (Manitoba)
Pour les articles homonymes, voir Route 5.
La route 5 est une route provinciale de la province du Manitoba située dans le centre et l'ouest de la province. Elle est le principal lien entre Glenboro, Carberry et Dauphin. Route d'orientation sud / nord, elle parcourt 401 km (249 mi) entre la frontière canado-américaine et la frontière entre le Manitoba et la Saskatchewan.

## Description du tracé
La route 5 débute au poste douanier de Cartwright en étant le prolongement de la ND 4 du Dakota du Nord. Elle se dirige d'abord vers le nord et atteint la route 3 à Cartwright. Elle continue dans la même direction vers Glenboro où elle rencontre la route 2. Elle poursuit son trajet vers le nord en passant dans la forêt provinciale Spruce Woods. Elle atteint alors Carberry et y croise la route 1.
Après cette intersection, la route continue de se diriger vers le nord jusqu'à Neepawa, où elle forme un court multipex avec la route 16. Ensuite, elle traverse une région plus isolée et un peu plus vallonneuse sur une centaine de kilomètres, en se dirigeant toujours vers le nord, croisant les routes 19 et 50 et en passant près du Parc national du Mont-Riding. Elle atteint ensuite McCreary et Sainte-Rose du Lac. À cet endroit, la route bifurque vers l'ouest alors qu'elle croise la route 68.
Après s'être dirigée vers l'ouest sur 38 km (24 mi), elle croise la route 10 au sud de Dauphin. Les routes forment alors un multiplex en se dirigeant vers le nord. La route contourne Dauphin et la route 5A / route 10A. Le multiplex avec la route 10 prend fin à l'ouest de Dauphin et la route 5 continue de progresser vers l'ouest. Elle traverse les municipalités de Gilbert Plains, de Grandview et de Roblin, où elle croise la route 83. Quinze kilomètres plus à l'ouest, après avoir traversé la rivière Assiniboine et le lac des Prairies, elle atteint la frontière de la Saskatchewan. Elle se continue comme route 10 vers Yorkton.

## Intersections majeures
| Comté                                         | Ville                       | km     | Destinations                                       | Notes |
| --------------------------------------------- | --------------------------- | ------ | -------------------------------------------------- | --- |
| No. 4                                         |                             | 0,00   | ND-4 sud – Hansboro, Jamestown                     | Continue au Dakota du Nord                                                                                          |
| No. 4                                         | Frontière canado-américaine | 0,00   |                                                    | |
| No. 4                                         | Cartwright                  | 10,00  | PTH-3 – Killarney, Pilot Mound                     | |
| No. 4                                         |                             | 32,00  | PR 253 est – Glenora                               | Terminus sud du multiplex avec la PR 253                                                                            |
| No. 4                                         |                             | 34,00  | PR 253 ouest – Pleasant Valley                     | Terminus nord du multiplex avec la PR 253                                                                           |
| No. 4                                         |                             | 47,00  | PTH-23 – Ninette, Baldur, Swan Lake                | |
| No. 7                                         | Glenboro                    | 70,00  | PTH-2 – Souris, Holland                            | |
| No. 7                                         | Carberry                    | 108,00 | PR 351 (1st Avenue)                                | |
| No. 7                                         |                             | 111,00 | PTH-1 – Brandon, Winnipeg                          | |
| No. 7                                         |                             | 134,00 | PR 353 ouest – Brookdale                           | Terminus est de la PR 353                                                                                           |
| No. 15                                        | Neepawa                     | 154,00 | PTH-16 est – Portage la Prairie                    | Terminus sud du multiplex avec la PTH-16                                                                            |
| No. 15                                        | Neepawa                     | 155,00 | PTH-16 ouest – Minnedosa                           | Terminus nord du multiplex avec la PTH-16                                                                           |
| No. 15                                        |                             | 167,00 | PR 471 ouest – Clanwilliam                         | Terminus est de la PR 471                                                                                           |
| No. 15                                        | Eden                        | 172,00 | PR 265 ouest – Polonia                             | Terminus sud du multiplex avec la PR 265                                                                            |
| No. 15                                        |                             | 174,00 | PR 265 est – Plumas                                | Terminus nord du multiplex avec la PR 265                                                                           |
| No. 15                                        |                             | 179,00 | PR 357 ouest – Mountain Road                       | Terminus est de la PR 357                                                                                           |
| No. 15                                        |                             | 181,00 | PR 352 sud – Birnie                                | Terminus nord de la PR 352                                                                                          |
| No. 15                                        |                             | 194,00 | PR 261 est – Glenella                              | Terminus ouest de la PR 261                                                                                         |
| No. 17                                        |                             | 207,00 | PTH-19 ouest – Parc national du Mont-Riding        | Terminus est de la PTH-19                                                                                           |
| No. 17                                        |                             | 212,00 | PR 462 sud                                         | Terminus nord de la PR 462                                                                                          |
| No. 17                                        | McCreary                    | 217,00 | PTH-50 est – Alonsa PR 361 ouest – Mont Agassiz    | Terminus ouest de la PTH-50; terminus est de la PR 361                                                              |
| No. 17                                        |                             | 230,00 | PR 360 est / PR 480 nord – Laurier                 | Terminus ouest de la PR 360; terminus sud de la PR 480                                                              |
| No. 17                                        |                             | 241,00 | PR 360 sud – Sainte-Amélie                         | Terminus nord de la PR 360                                                                                          |
| No. 17                                        | Sainte-Rose du Lac          | 247,00 | PTH-68 est – Eriksdale                             | Terminus ouest de la PTH-68; changement directionnel, PTH-5 nord devient PTH-5 ouest et PTH-5 est devient PTH-5 sud |
| No. 17                                        | Sainte-Rose du Lac          | 248,00 | PR 276 nord – Sainte-Rose du Lac                   | Terminus sud de la PR 276                                                                                           |
| No. 17                                        |                             | 258,00 | PR 480 sud – Makinak                               | Terminus nord de la PR 480                                                                                          |
| No. 17                                        | Ochre River                 | 264,00 | PTH-20 nord – Winnipegosis PR 582 sud              | Terminus sud de la PTH-20; terminus nord de la PR 582                                                               |
| No. 17                                        |                             | 284,00 | PTH-10 sud – Parc national du Mont-Riding, Brandon | Terminus est du multiplex avec la PTH-10                                                                            |
| No. 17                                        |                             | 288,00 | PTH-5A ouest / PTH-10A nord – Dauphin              | |
| No. 17                                        |                             | 294,00 | PTH-5A est / PTH-10A sud – Dauphin                 | |
| No. 17                                        |                             | 302,00 | PR 274 sud – Keld                                  | Terminus nord de la PR 274                                                                                          |
| No. 17                                        | Ashville                    | 310,00 | PTH-10 nord – Swan River                           | Terminus ouest du multiplex avec la PTH-10                                                                          |
| No. 17                                        | Gilbert Plains              | 324,00 | PR 274 – Keld, Venlaw                              | |
| No. 17                                        | Grandview                   | 339,00 | PR 366 – Parc provincial de Duck Mountain          | |
| No. 16                                        |                             | 363,00 | PR 584 – Petlura, Shortdale                        | |
| No. 16                                        |                             | 376,00 | PR 583 ouest                                       | Terminus est de la PR 583                                                                                           |
| No. 16                                        |                             | 379,00 | PR 591 nord                                        | Terminus sud de la PR 591                                                                                           |
| No. 16                                        | Roblin                      | 386,00 | PTH-83 nord – Swan River                           | Terminus est du multiplex avec la PTH-83                                                                            |
| No. 16                                        | Roblin                      | 386,10 | PTH-83 sud – Russell                               | Terminus ouest du multiplex avec la PTH-83                                                                          |
| No. 16                                        |                             | 393,00 | PR 484 nord                                        | Terminus sud de la PR 484                                                                                           |
| No. 16                                        |                             | 401,00 | PR 482 sud – Parc provincial Asessippi, Shellmouth | |
| No. 16                                        | SK-10 ouest – Yorkton       | 401,00 | Continue en Saskatchewan                           | |
| - Terminus de multiplex - Transition de route |                             |        |                                                    | |